# Franklin Springs (Géorgie)
Franklin Springs est une ville américaine située dans le comté de Franklin, en Géorgie. Selon le recensement de 2020, sa population est de 1 155 habitants.